# Liliane Berton
Pour les articles homonymes, voir Berton.
Liliane Berton, née le 11 juillet 1924 à Bully-les-Mines (Pas-de-Calais) et morte le 22 avril 2009 à Paris 13e, est une artiste lyrique, soprano colorature.

## Biographie
Liliane Berton qui se destinait à la scène, se retrouve apprendre le chant au conservatoire de Lille. La facilité d'une voix souple et légère, limpide et pleine de charme la convainc de poursuivre ses études au Conservatoire de Paris. Elle fera ses débuts, en 1952, à l'Opéra-Comique, dans Dolorès, la pièce de Michel Maurice Lévy, dont c'est la création. Son talent est aussitôt remarqué et elle est engagée à l'Opéra de Paris. 
Dotée d'un physique gracieux et d'une voix qui enchante le public, elle va commencer une carrière éblouissante. En France, elle est appréciée dans le répertoire national où sa parfaite diction fait merveille dans les rôles de Sophie (Werther) et de Poussette (Manon), opéras de Massenet, Rosine (Le Barbier de Séville, en français), Siebel (Faust, de Gounod), Eurydice (Orphée, de Gluck)… Mais elle sera boudée par les théâtres de son pays dans le répertoire mozartien. Elle y a pourtant excellé, notamment dans les rôles de Chérubin ou de Suzanne (Les Noces de Figaro)…  
En 1957, elle est Sœur Constance à la création du Dialogue des Carmélites, de Francis Poulenc. Dans son hommage à la cantatrice, André Tubeuf la déclare, dans ce rôle, incomparable et irremplacée: « ...ce chant d'oiseau et de source, cette grâce rieuse et mélancolique, ce naturel dans le surnaturel... » (revue musicologique Classica, juin 2009)   
En 1962, à l'Opéra de Paris, elle tient le rôle de Sophie au côté de Elisabeth Schwarzkopf, la maréchale légendaire du Chevalier à la rose, de Richard Strauss. En 1963, au Festival de Glyndebourne, elle est invitée à chanter le rôle de Suzanne, des Noces de Figaro. Cependant, elle ne se déplacera que rarement à l'étranger. 
En 1963 elle interprète Jacqueline dans Fortunio, lors de l'inauguration du Grand-Théâtre de Limoges (l'actuel Opéra de Limoges). 
Vers 1966, en fin de carrière, elle aborde l'enseignement du chant à Paris, tout en continuant à chanter un répertoire plus léger, comme avec le rôle-titre de Les Noces de Jeannette, de Massé, et nombre d'autres opérettes. 
Victime d'une attaque cérébrale en 2005, elle restera très diminuée et n'apparaîtra plus guère. Elle s'est éteinte à 84 ans.

## Sources
- Alain Pâris: Dictionnaire des interprètes, Laffont, 1995
- Le Monde du 13 mai 2009